# شيدا بازيار
شيدا بازيار (بالفارسية: شيدا بازيار) (1988 في هيرمسكايل، ألمانيا ) كاتبة إيرانية ،حاصلة على عدة جوائز عن روايتها "طهران هادئة ليلاً"، تصنف ضمن الجيل الثاني من كُتّاب المهجر الإيراني اللواتي غادرت بهم أسرهم من البلاد بعد الثورة الإسلامية في عام 1979.

## التعليم
درست الكتابة الإبداعية والصحافة الثقافية في جامعة هيلدسهايم، ثم انتقلت إلى برلين حيث عملت لمدة نصف يوم كمسؤولة تعليم للشباب الذين تطوعوا في براندنبورغ وقضت بقية المدة كمؤلفة. نشرت قصصًا قصيرة في المجلات والمختارات. حصلت على منحة دراسية في دورة الأدب في عام 2012. حصلت على منحة دراسية من مؤسسة هاينريش بول.

## الجوائز
- 2016: جائزة الترويج الثقافي للكنيسة الإنجيلية اللوثرية في هانوفر عن رواية هادئة في طهران ليلاً
- 2016: جائزة مؤلفة علا هان لنفس العمل
- 2016: أول ظهور: سعر المدون للأدب لنفس العمل
- 2017: جائزة أوي جونسون الترويجية لنفس العمل
- 2019: رشح لجائزة ايريقو لأدب الطلاب بثلاث لغات لعام 2019 لنفس العمل